# شوروود (ایلینوی)
شوروود، ایلینوی (به انگلیسی: Shorewood, Illinois) یک روستا در ایالات متحده آمریکا است که در ایلینوی واقع شده‌است.

## خصوصیات
شوروود ۱۵٬۶۱۰ نفر جمعیت دارد.